# Ieri oggi italiani
Ieri oggi italiani è stato un programma televisivo italiano di genere talk show, andato in onda dal 19 marzo al 16 maggio 2018 in seconda serata su Rete 4.

## Il programma
Il programma raccontava la storia, il costume e la società dell'Italia, tramite documenti d'epoca con il dibattito degli ospiti in studio. La conduzione era affidata a Rita dalla Chiesa, affiancata dal giornalista Roberto Olla, che aveva il compito di narrare i fatti dell'epoca tramite la visione di filmati d'epoca inerenti al argomento trattato nella puntata. Nelle puntate di mercoledì 18 e di giovedì 26 aprile la conduzione, in via eccezionale, era affidata a Luisella Costamagna.
L'ideatore del programma è Maurizio Costanzo, che all'interno dello stesso gestiva una rubrica dal titolo "Ricordando" dove il giornalista raccontava esperienze di vita personale riguardanti l'argomento trattato in precedenza in studio. Nel programma era presente anche l'opinionista Turchese Baracchi.
Il 6 luglio 2018 il programma non viene citato durante la presentazione dei palinsesti Mediaset per la stagione televisiva 2018-2019. La causa della chiusura della trasmissione è da imputare allo scarso risultato ottenuto nella prima edizione.
Il programma andava in onda dallo studio 1 del Centro Safa Palatino di Roma.

## Puntate e ascolti
| Puntata | Data           | Tema        | Ospiti | Telespettatori | Share |
| ------- | -------------- | ----------- | --- | -------------- | ----- |
| 1ª      | 19 marzo 2018  | Amore       | Silvana Giacobini, Daniela del Secco D'Aragona, Cecilia Rodríguez, Patrizia De Blanck, Lory Del Santo, Corinne Cléry, Erminia Manfredi, Giulia De Lellis.                                                                                   | 414.000        | 4,49% |
| 2ª      | 2 aprile 2018  | Sport       | Faustino Coppi, Patrizio Oliva, Giusy Versace, Totò Schillaci, Marino Bartoletti, Ferruccio Incerti, Arrigo Sacchi, Elena Barolo, Nicola Pietrangeli, Oscar Damiani, Sandro Piccinini, Mikaela Calcagno.                                    | 214.000        | 1,99% |
| 3ª      | 10 aprile 2018 | Televisione | Rosanna Vaudetti, Marco Columbro, Alessandro Banfi, Paola Ferrari, Gianni Ippoliti, Umberto Broccoli, Pamela Prati, Carmen Russo, Serena Garitta, Éva Henger, Giancarlo Dotto, Barbara De Rossi, Claudio Brachino, Alessandro Cecchi Paone. | 273.000        | 3,53% |
| 4ª      | 18 aprile 2018 | Famiglia    | Antonio Pennacchi, Alda D'Eusanio, Catherine Spaak, Lirio Abbate, Eva Grimaldi, Imma Battaglia. | 149.000        | 1,60% |
| 5ª      | 26 aprile 2018 | Politica    | Nicola Porro, Vladimir Luxuria, Alba Parietti, Maria Latella, Claudio Martelli, Roberto Alessi, Roberto D’Agostino, Irene Pivetti. | 185.000        | 3,85% |
| 6ª      | 1º maggio 2018 | Cibo        | Iva Zanicchi, Luca Sardella, Filippo Lamantia, Rosario Trefiletti, Massimo Ciavarro, Barbara Bouchet. | 349.000        | 3,28% |
| 7ª      | 9 maggio 2018  | Musica      | Orietta Berti, Edoardo Vianello, Marino Bartoletti, Annalisa Minetti, Depsa, Dario Salvatori, Piero Mazzocchetti, Fiordaliso. | 168.000        | 2,15% |
| 8ª      | 16 maggio 2018 | Cinema      | Barbara Alberti, Sandra Milo, Rino Barillari, Enrico e Carlo Vanzina, Simona Izzo, Alvaro Vitali, Serena Grandi, Ricky Memphis, Elettra Maria Gorietti.                                                                                     | 136.000        | 1,89% |
| Media   | Media          | Media       | Media | 236.000        | 2,85% |